# Kelly Osbourne
Kelly Michelle Lee Osbourne (Londra, 26 ottobre 1984) è un'attrice, cantante e stilista britannica.
È conosciuta principalmente per la fiction televisiva The Osbournes, basato sulla sua famiglia, ma soprattutto su suo padre, Ozzy Osbourne.

## Biografia
Figlia della leggenda del metal Ozzy Osbourne e di sua moglie Sharon, ha due fratelli, Aimee (l'unica che si è rifiutata di partecipare al reality show "The Osbournes") e Jack. Ha anche tre fratellastri, Louis Osbourne, Elliot Osbourne e Jessica Hobbs, nati dal precedente matrimonio di Ozzy.

## Musica

### Shut Up&Changes
Il suo album d'esordio, Shut Up, è stato pubblicato nel 2002. Ha avuto modeste vendite ma è stato trainato dalla reinterpretazione di Papa Don't Preach, di Madonna. L'album doveva intitolarsi "Buy Me", ma la casa discografica Epic, produttrice, lo ha vietato a Kelly. In seguito ad altri scontri tra la cantante e i suoi produttori, nel 2003 lascia la Epic per la Sanctuary, che le permette di fare un duetto con suo padre sulla canzone Changes, una canzone dei Black Sabbath. Il singolo va in cima alle classifiche inglesi. Shut Up viene quindi ristampato con Changes e qualche pezzo live. Le vendite non sono comunque migliorate.

### Sleeping in the Nothing
Il secondo album debutta alla posizione 117 della classifica di Billboard, vendendo poco meno di 9 000 copie. In questo album si vede il passaggio di Kelly da rock ad un pop-dance anni '80. Sleeping in the Nothing è stato scritto dalla stessa Kelly con la collaborazione di Linda Perry. Il primo singolo estratto, One Word, raggiunge la prima posizione nelle classifiche dance. La canzone è un rifacimento di Fade to Grey dei Visage, che forse ha ispirato Stop! Dimentica, il successo di Tiziano Ferro. La copertina del disco è stata molto criticata perché è stata modificata digitalmente, facendo apparire Kelly molto più magra. Questo ha fatto arrabbiare molti fan, che la sostenevano anche perché aveva dichiarato più volte di essere felice della propria taglia e di non voler cambiare.

## Musical
Debutta nel mese di luglio del 2007 nel " West End londinese " con "Chicago" nel ruolo di una superiore del carcere.

## Recitazione

### Life as We Know It
Il suo debutto come attrice è avvenuto con la serie TV, trasmessa in Italia da MTV e negli USA da ABC, Life as We Know It, che tratta la vita di un gruppo di adolescenti in un liceo, dove ha interpretato il ruolo di Deborah Beatrice Tynan.

## Moda

### Stiletto Killers
Nel 2004, Kelly Osbourne ha lanciato la sua linea di abiti, con l'amica Ali Barone. Era una linea ispirata al rock con riferimenti ai cartoni animati e ai motti punk. Esisteva anche una linea più sofisticata, The SK Collection. La linea Stiletto Killers è stata chiusa nell'aprile 2006 e A.Barone ha lanciato una linea chiamata Lipstick Prophets.

## Vita privata
Ha avuto alcuni flirt con personaggi del mondo dello spettacolo, dallo stilista Deguendo al campione di motocross Taylor, a James Bourne della band inglese Busted, al produttore Dave Williams.
Attualmente si sta frequentando con il DJ Sid Wilson degli Slipknot.
Era una grande amica di Amy Winehouse.

### Problemi con la droga
Il 4 aprile 2004, un anno dopo suo fratello Jack, si è ricoverata in una clinica a Malibù, California, per combattere la dipendenza da antidolorifici. Meno di un anno dopo aver completato il trattamento, è tornata in clinica.

## Filmografia

### Cinema
- Austin Powers in Goldmember, regia di Jay Roach (2002) – cameo
- Punk's Not Dead, regia di Susan Dynner (2007)
- I Muppet (Muppets), regia di James Bobin (2011)
- Una spia al liceo (So Undercover), regia di Tom Vaughan (2012)

### Televisione
- Life as We Know It – serie TV, 13 episodi (2004)
- I Muppet e il mago di Oz (The Muppets' Wizard of Oz), regia di Kirk Thatcher – film TV (2005)
- Jane - Stilista per caso (Jane by Design) – serie TV, episodio 1x14 (2012)
- Drop Dead Diva – serie TV, episodio 4x13 (2012)
- Sharknado 2 - A volte ripiovono (Sharknado 2: The Second One), regia di Anthony C. Ferrante – film TV (2014)
- CSI: Cyber – serie TV, episodio 2x13 (2016)

### Doppiatrice
- Live Freaky Die Freaky, regia di John Roecker (2006)
- Phineas e Ferb (Phineas and Ferb) – serie animata, episodio 4x15 (2013)
- I 7N (The 7D) – serie animata (2014-2016)

### Programmi televisivi
- The Osbournes (2002-2005)
- Top of the Pops (2003-2006)
- Dancing with the Stars (2009)
- Miss USA 2011 (2011)
- America's Next Top Model (2012)
- RuPaul's Drag Race (2012)
- Miss USA 2012 (2012)
- RuPaul's Drag Race: All Stars (2012)
- Australia's Next Top Model (2015)
- Project Runway: Juniors (2015-in corso)
- Legendary (2020)

### Video musicali
- No More Tears di Ozzy Osbourne
- Fall Back Down dei Rancid
- Happy di Pharrell Williams
- L.A. Love (La La) di Fergie

## Doppiatrici italiane
Nelle versioni in italiano dei suoi lavori, Kelly Osbourne è stata doppiata da:
- Letizia Scifoni in The Osbournes (st. 2-3), Una spia al liceo
- Myriam Catania in The Osbournes (st. 1)
- Letizia Ciampa in Life as We Know It